# Identiteitsbronnen
Identiteitsbronnen of funds of identity is een concept dat verwijst naar verschillende bronnen die een individu uniek maken en waaruit een persoonlijke identiteit ontstaat, zoals o.a. bepaalde mensen, materiaal of activiteiten. Het concept leidt het debat in om het belang van deze identiteitsbronnen te erkennen, respecteren en integreren in bijvoorbeeld het onderwijsproces om zo als hulpmiddel te dienen om een inclusieve en betekenisvolle leeromgeving te stimuleren. 

## Begripsbepaling
Identiteitsbronnen kunnen gedefinieerd worden als de samenvoeging van verschillende deelbronnen die bijdragen aan een persoons’ zelf-definitie, zelf-expressie en zelfbegrip. Doorheen ervaringen in het alledaagse leven, gaan individuen bepaalde identiteitsbronnen internaliseren, gebruiken en creëren die hun identiteit gaan vormen. Het herkennen en erkennen van deze identiteitsbronnen kan als hulpmiddel gebruikt worden in verscheidene sectoren. Zoals eerder vermeld kunnen identiteitsbronnen of Funds of Identity opgedeeld worden in verschillende deelbronnen. Deze verschillende deelbronnen kunnen elk deel uitmaken van datgene wat van belang is voor een individu :  
- Sociale identiteitsbronnen: familie, vrienden,…
- Institutionele identiteitsbronnen: christendom,…
- Geografische identiteitsbronnen: land, gebied,…
- Culturele identiteitsbronnen: vlaggen, nationale gedragingen, voedsel,…
- Praktische identiteitsbronnen: werk, sport, muziek,…

## Oorsprong
Russische onderwijs- en ontwikkelingspsycholoog Lev Vygotsky predikte in 1987 reeds dat mensen in interactie gaan met hun omgeving door middel van bepaalde bronnen zoals onder andere culturele artefacten en taal, zowel geschreven als gesproken.  Deze culturele artefacten of taal uiten zich niet in fysieke middelen of symbolen, maar eerder in de betekenisvolle rol dat deze culturele mediatie meebrengt voor de ontwikkeling van identiteit.  Ondanks het inzicht van Vygotsky komt de begripsbepaling van funds of identity of identiteitsbronnen vanuit een andere concept, namelijk kennisbronnen of funds of knowledge. 
Funds of knowledge verwijst naar een concept dat voor het eerst gebruikt werd door Amerikaans professor Luis C. Moll en zijn collega’s. Etnografische studies bij schoolkinderen werden uitgevoerd om een beeld te krijgen van de familie-geschiedenis van studenten uit minderheidsgroepen. Uit deze studies werd duidelijk dat er een grote bron aan kennis, skills en informatie bestaat in een persoons’ huishouden. Kennisbronnen wijzen daarom op de uiteenlopende bronnen van kennis die mensen ervaren in interactie met hun omgeving.  Ze zijn het resultaat van ervaringen, met name door onder andere sociale interactie, participatie op de arbeidsmarkt en taalgebonden activiteiten.  Funds of knowledge wordt gezien als cultureel en historisch verkregen materiaal dat belangrijk is voor het maatschappelijk en individueel functioneren.  Mensen verzamelen, doorheen ervaringen in hun leven, verschillende bronnen aan kennis die gebruikt kunnen worden in allerhande situaties. 
Hieruit verder groeiend werd het concept identiteitsbronnen geïntroduceerd, dat als uitbreiding en aanvulling wordt gezien van kennisbronnen.  Funds of identity kan worden gezien als een manier om kennisbronnen te identificeren en te verantwoorden. Hoewel beide concepten wijzen op het verband tussen kennis en het dagelijks leven, wijzen identiteitsbronnen op datgene wat een persoon zelf ervaart als betekenisvol. Kennisbronnen kunnen identiteitsbronnen worden wanneer mensen actief familie en gemeenschapsbronnen internaliseren om zaken te verklaren en zichzelf te beschrijven. De oorsprong van het concept funds of identity bevindt zich dus in het feit dat mensen niet enkel gevormd worden door hun kennis, maar ook door ervaringen en mensen in hun dagelijks leven. 

## Toepassing in het onderwijs
Funds of identity is een concept dat een steeds groeiend belang heeft in het onderwijs, vooral in het kader van diversiteit en inclusie. In een context van onderwijs en diversiteit is het essentieel om als leerkracht bewust te zijn van de verschillende identiteitsbronnen van studenten. Elk individu brengt unieke perspectieven, kennis en ervaringen mee naar het klaslokaal. Deze kunnen bijdragen aan een rijkere leerervaring voor zowel student als docent. 
Identiteitsbronnen spelen een rol op alle niveaus in het educatief landschap. Het integreren van diverse perspectieven in het materiaal of curriculum kan ervoor zorgen dat studenten beter in staat zijn zich te identificeren met de leerstof en een bredere kijk op de wereld te ontwikkelen. Op microniveau spelen docenten en scholen een cruciale rol bij het ondersteunen van identiteitsbronnen in de klas. Een voorbeeld hiervan is het creëren van een inclusieve leeromgeving waarin alle studenten worden gestimuleerd om zichzelf te zijn en hun identiteit, waar mogelijk, te delen zonder angst voor stigmatisering of uitsluiting. Het aanmoedigen van open gesprekken over identiteitsbronnen en diversiteit kan studenten helpen om meer begrip te hebben ten opzichte van elkaar. Daarnaast kunnen identiteitsbronnen op macroniveau een hulpbron zijn voor het opstellen van het curriculum en het lesmateriaal. 
De theoretische achtergrond van het concept identiteitsbronnen kan gebruikt worden voor het documenteren van de kennisbasis bij onder andere immigranten om schoolbeleid uiteindelijk te kunnen linken aan de situaties van leerlingen. Op deze manier kan men het stereotype achterstandsmodel bij minderheidsgroepen tegengaan. Kinderen van immigrantfamilies gaan bijvoorbeeld minder problemen ervaren wanneer leerkracht hun achtergrond gaan herkennen. Daarnaast kunnen er ook betere relaties van vertrouwen ontstaan tussen leerkracht en leerling of ouders.
Het is niet makkelijk voor leerkrachten om identiteitsbronnen te herkennen bij leerkrachten. Daarom kan het dat leerkrachten de thuissituatie van leerlingen gaan bezoeken of interviews uitvoeren met ouders en leerling om de omgeving te leren kennen. Een ander voorbeeld om inzicht te krijgen in het leven van leerlingen is ze de opdracht te geven om een portret van hun leven te tekenen. Dit portret gaat een beeld kunnen schetsen van onder andere belangrijke mensen in de omgeving (sociale identiteitsbonnen), culturele concepten zoals onder andere kleding of voedsel (culturele identiteitsbronnen), specifieke plaatsen (geografische identiteitsbronnen), speelgoed (praktische identiteitsbronnen) en religieuze tekens (institutionele identiteitsbronnen).
Het integreren van diverse perspectieven in het materiaal of curriculum, en dus rekening houden met identiteitsbronnen, kan leerlingen ten goede komen. Het gebruiken en erkennen van de identiteitsbronnen kan gezien worden als een vorm van multicultureel onderwijs. Multicultureel onderwijs is een manier van lesgeven die aandacht geven aan onder andere inclusie, diversiteit, kritisch denken, meerdere perspectieven en zelf-reflectie.  Daarnaast kan het gebruiken van identiteitsbronnen in de klas ook gezien worden als een vorm van cultureel relevant lesgeven. Dit is een methode waarbij leerkrachten hun leerlingen proberen te stimuleren om de leerstof te linken aan hun eigen culturele context.
In een steeds meer diverse wereld, is het aanmoedigen van funds of identity in het onderwijs een belangrijke stap voor het bevorderen van een inclusieve, rechtvaardige en gelijkwaardige samenleving. Door het ontwikkelen en herkennen van identiteitsbronnen kunnen mensen hun kennis vergroten en mogelijkheden grijpen om contexten en ervaringen te linken aan leren. Zowel leerkracht als lerende kunnen hun eigenheid linken aan nieuwe contexten of kennis. Door studenten te ondersteunen bij het begrijpen en waarderen van verschillende identiteiten, kan onderwijs een krachtig hulpmiddel zijn om een cultuur van respect, empathie en acceptatie te stimuleren die ook buiten klas -en schoolmuren reikt. 